# Neureclipsis tornquisti
Neureclipsis tornquisti là một loài Trichoptera hóa thạch trong họ Polycentropodidae.